# Премія «Оскар» за найкращий оригінальний сценарій
Премія «Оскар» за найкращий оригінальний сценарій — престижна нагорода Американської академії кіномистецтва, яку присуджують щорічно. Нагороду отримує автор, чий сценарій базується на матеріалі, який раніше не публікувався або не створювався.

## Історія
У різні роки номінація мала різні назви:
- 1940—1947, 1974—1975, 2002—2023 оригінальний сценарій
- 1949—1955 історія та сценарій
- 1956 сценарій — оригінал
- 1957—1968 історія та сценарій — написані безпосередньо для екрана
- 1969 історія та сценарій, засновані на матеріалах, які раніше не публікувалися та не створювалися
- 1970—1973 історія та сценарій, засновані на фактичному матеріалі або матеріалі, який раніше не публікувався або не створювався
- 1976—1977 сценарій, написаний безпосередньо для екрана — на основі фактичного матеріалу або сюжетного матеріалу, який раніше не публікувався або не створювався
- 1978—2001 сценарій, написаний безпосередньо для екрана

## Переможці та номінанти
Переможці вказуються першими, виділяються жирним шрифтом на золотому тлі та відмічені знаком «★».

### 1940-ві
| Церемонія    | Фільм                                | Номінанти                                                             | Дж    |
| ------------ | ------------------------------------ | --------------------------------------------------------------------- | ----- |
| 13-та (1941) | «Великий Макгінті»                   | ★ Престон Стерджес                                                    | [ 1 ] |
| 13-та (1941) | «Янголи над Бродвеєм»                | Бен Гект                                                              | [ 1 ] |
| 13-та (1941) | «Чарівна куля доктора Ерліха»        | Норман Бернсайд, Гайнц Геральд, Джон Г'юстон                          | [ 1 ] |
| 13-та (1941) | «Іноземний кореспондент»             | Чарльз Беннетт, Джоан Гаррісон                                        | [ 1 ] |
| 13-та (1941) | «Великий диктатор»                   | Чарлі Чаплін                                                          | [ 1 ] |
| 14-та (1942) | «Громадянин Кейн»                    | ★ Герман Манкевич, Орсон Веллс                                        | [ 2 ] |
| 14-та (1942) | «Диявол і міс Джонс»                 | Норман Красна                                                         | [ 2 ] |
| 14-та (1942) | «Сержант Йорк»                       | Гаррі Чандлі, Абем Фінкель, Джон Г'юстон, Говард Кох                  | [ 2 ] |
| 14-та (1942) | «Високий, смаглявий та красивий»     | Карл Тунберг, Даррелл Вер                                             | [ 2 ] |
| 14-та (1942) | «Том, Дік і Гаррі»                   | Пол Ярріко                                                            | [ 2 ] |
| 15-та (1943) | «Жінка року»                         | ★ Майкл Канін, Рінг Ларднер-молодший                                  | [ 3 ] |
| 15-та (1943) | «Один з наших літаків зник безвісти» | Майкл Лейтам Пауелл, Емерик Прессбургер                               | [ 3 ] |
| 15-та (1943) | «Дорога на Марокко»                  | Френк Батлер, Дон Гартман                                             | [ 3 ] |
| 15-та (1943) | «Острів Вейк»                        | В. Р. Бернетт, Френк Батлер                                           | [ 3 ] |
| 15-та (1943) | «Війна проти місіс Гедлі»            | Джордж Оппенгеймер                                                    | [ 3 ] |
| 16-та (1944) | «Принцеса О'Рурк»                    | ★ Норман Красна                                                       | [ 4 ] |
| 16-та (1944) | «Повітряні сили»                     | Дадлі Ніколс                                                          | [ 4 ] |
| 16-та (1944) | «У якому ми служимо»                 | Ноель Трус                                                            | [ 4 ] |
| 16-та (1944) | «Північна зірка»                     | Ліліан Гелман                                                         | [ 4 ] |
| 16-та (1944) | «Так ми з гордістю вітаємось!»       | Аллан Скотт                                                           | [ 4 ] |
| 17-та (1945) | «Вілсон»                             | ★ Ламар Тротті                                                        | [ 5 ] |
| 17-та (1945) | «Вітаю Героя Перемоги»               | Престон Стерджес                                                      | [ 5 ] |
| 17-та (1945) | «Чудо з Морган-Крік»                 | Престон Стерджес                                                      | [ 5 ] |
| 17-та (1945) | «Дві дівчини та моряк»               | Річард Коннелл, Гладіс Леман                                          | [ 5 ] |
| 17-та (1945) | «Крило і молитва»                    | Джером Каді                                                           | [ 5 ] |
| 18-та (1946) | «Марі-Луїза»                         | ★ Річард Швайцер                                                      | [ 6 ] |
| 18-та (1946) | «Діллінджер»                         | Філіп Йордан                                                          | [ 6 ] |
| 18-та (1946) | «Музика для мільйонів»               | Майлз Конноллі                                                        | [ 6 ] |
| 18-та (1946) | «Салті О'Рурк»                       | Мілтон Холмс                                                          | [ 6 ] |
| 18-та (1946) | «Що далі, капрале Гарґров?»          | Гаррі Курніц                                                          | [ 6 ] |
| 19-та (1947) | «Сьома завіса»                       | ★ Мюріель Бокс, Сідні Бокс                                            | [ 7 ] |
| 19-та (1947) | «Синя жоржина»                       | Реймонд Чендлер                                                       | [ 7 ] |
| 19-та (1947) | «Діти з раю»                         | Жак Превер                                                            | [ 7 ] |
| 19-та (1947) | «Лиха слава»                         | Бен Гект                                                              | [ 7 ] |
| 19-та (1947) | «Дорога до Утопії»                   | Мелвін Франк, Норман Панама                                           | [ 7 ] |
| 20-та (1948) | «Холостяк та Боббі-Соксер»           | ★ Сідні Шелдон                                                        | [ 8 ] |
| 20-та (1948) | «Тіло і Душа»                        | Авраам Полонський                                                     | [ 8 ] |
| 20-та (1948) | «Подвійне життя»                     | Рут Гордон, Гарсон Канін                                              | [ 8 ] |
| 20-та (1948) | «Мосьє Верду»                        | Чарлі Чаплін                                                          | [ 8 ] |
| 20-та (1948) | «Шуша»                               | Серджо Амідеї, Адольфо Франсі, Чезаре Джуліо Віола, Чезаре Дзаваттіні | [ 8 ] |
| 21-ша (1949) | не вручалася                         | не вручалася                                                          | [ 9 ] |

### 1950-ті
| Церемонія    | Фільм                                       | Номінанти                                                                                         | Дж     |
| ------------ | ------------------------------------------- | ------------------------------------------------------------------------------------------------- | ------ |
| 22-га (1950) | «Поле бою»                                  | ★ Роберт Пайрош                                                                                   | [ 10 ] |
| 22-га (1950) | «Джолсон знову співає»                      | Сідні Бухман                                                                                      | [ 10 ] |
| 22-га (1950) | «Пайза»                                     | Альфред Гейс, Федеріко Фелліні, Серджо Амідеї, Марчелло Пальєро, Роберто Росселліні               | [ 10 ] |
| 22-га (1950) | «Паспорт до Пімліко»                        | Т. Е. Б. Кларк                                                                                    | [ 10 ] |
| 22-га (1950) | «Тихий»                                     | Гелен Левітт, Дженіс Лоеб, Сідні Мейерс                                                           | [ 10 ] |
| 23-тя (1951) | «Бульвар Сансет»                            | ★ Чарльз Брекетт, Д. М. Маршман-молодший, Біллі Вайлдер                                           | [ 11 ] |
| 23-тя (1951) | «Ребро Адама»                               | Рут Гордон, Гарсон Канін                                                                          | [ 11 ] |
| 23-тя (1951) | «У клітці»                                  | Вірджинія Келлог, Бернард Шенфельд                                                                | [ 11 ] |
| 23-тя (1951) | «Чоловіки»                                  | Карл Форман                                                                                       | [ 11 ] |
| 23-тя (1951) | «Виходу немає»                              | Джозеф Манкевич, Лессер Семюелс                                                                   | [ 11 ] |
| 24-та (1952) | «Американець у Парижі»                      | ★ Алан Джей Лернер                                                                                | [ 12 ] |
| 24-та (1952) | «Туз в рукаві»                              | Біллі Вайлдер, Лессер Самуїлс, Волтер Ньюман                                                      | [ 12 ] |
| 24-та (1952) | «Давид і Вірсавія»                          | Філіп Данн                                                                                        | [ 12 ] |
| 24-та (1952) | «Йти ва-банк!»                              | Роберт Пірош                                                                                      | [ 12 ] |
| 24-та (1952) | «Колодязь»                                  | Кларенс Грін, Рассел Раус                                                                         | [ 12 ] |
| 25-та (1953) | «Банда з Лавендер Гілл»                     | ★ Т. Е. Б. Кларк                                                                                  | [ 13 ] |
| 25-та (1953) | «Атомне місто»                              | Сідні Бем                                                                                         | [ 13 ] |
| 25-та (1953) | «Звуковий бар'єр»                           | Теренс Реттіген                                                                                   | [ 13 ] |
| 25-та (1953) | «Пет і Майк»                                | Рут Гордон, Гарсон Канін                                                                          | [ 13 ] |
| 25-та (1953) | «Віва Сапата!»                              | Джон Стейнбек                                                                                     | [ 13 ] |
| 26-та (1954) | «Титанік»                                   | ★ Чарльз Брекет, Річард Л. Брін, Волтер Райш                                                      | [ 14 ] |
| 26-та (1954) | «Театральний фургон»                        | Бетті Комден, Адольф Грін                                                                         | [ 14 ] |
| 26-та (1954) | «Щури пустелі»                              | Річард Мерфі                                                                                      | [ 14 ] |
| 26-та (1954) | «Гола шпора»                                | Сем Рольф, Гарольд Джек Блум                                                                      | [ 14 ] |
| 26-та (1954) | «Візьміть верхівку!»                        | Міллард Кауфман                                                                                   | [ 14 ] |
| 27-ма (1955) | «У порту»                                   | ★ Бадд Шульберг                                                                                   | [ 15 ] |
| 27-ма (1955) | «Боса графиня»                              | Джозеф Манкевич                                                                                   | [ 15 ] |
| 27-ма (1955) | «Женев'єва»                                 | Вільям Роуз                                                                                       | [ 15 ] |
| 27-ма (1955) | «Історія Гленна Міллера»                    | Валентайн Девіс, Оскар Бродні                                                                     | [ 15 ] |
| 27-ма (1955) | «Стук по дереву»                            | Норман Панама, Мелвін Франк                                                                       | [ 15 ] |
| 28-ма (1956) | «Перервана мелодія»                         | ★ Соня Левін, Вільям Людвіг                                                                       | [ 16 ] |
| 28-ма (1956) | «Військово-польовий суд над Біллі Мітчелом» | Мілтон Сперлінг, Еммет Лавері                                                                     | [ 16 ] |
| 28-ма (1956) | «Завжди гарна погода»                       | Бетті Комден, Адольф Грін                                                                         | [ 16 ] |
| 28-ма (1956) | «Канікули месьє Юло»                        | Жак Таті, Анрі Марке                                                                              | [ 16 ] |
| 28-ма (1956) | «Сім маленьких фоїв»                        | Мелвілл Шавелсон, Джек Роуз                                                                       | [ 16 ] |
| 29-та (1957) | «Червона повітряна куля»                    | ★ Альбер Ламоріс                                                                                  | [ 17 ] |
| 29-та (1957) | «Сміливі та хоробрі»                        | Роберт Левін                                                                                      | [ 17 ] |
| 29-та (1957) | «Джулі»                                     | Ендрю Л. Стоун                                                                                    | [ 17 ] |
| 29-та (1957) | «Дорога»                                    | Федеріко Фелліні, Тулліо Пінеллі                                                                  | [ 17 ] |
| 29-та (1957) | «Вбивці жінок»                              | Вільям Роуз                                                                                       | [ 17 ] |
| 30-та (1958) | «Проєктування жінки»                        | ★ Джордж Вельс                                                                                    | [ 18 ] |
| 30-та (1958) | «Забавне личко»                             | Леонард Герше                                                                                     | [ 18 ] |
| 30-та (1958) | «Людина з тисячею облич»                    | історія: Ральф Вілрайт; сценарій: Райт Кемпбелл, Іван Гофф, Бен Робертс                           | [ 18 ] |
| 30-та (1958) | «Олов'яна зірка»                            | історія: Барні Слейтер, Джоел Кейн; сценарій: Дадлі Ніколс                                        | [ 18 ] |
| 30-та (1958) | «Мамині синочки»                            | історія: Федеріко Фелліні, Енніо Флаяно, Тулліо Пінеллі; сценарій: Федеріко Фелліні, Енніо Флаяно | [ 18 ] |
| 31-ша (1959) | «Зухвалі»                                   | ★ Недрік Янг, Гарольд Джейкоб Сміт                                                                | [ 19 ] |
| 31-ша (1959) | «Богиня»                                    | Педді Чаєфські                                                                                    | [ 19 ] |
| 31-ша (1959) | «Плавучий будинок»                          | Мелвілл Шавелсон, Джек Роуз                                                                       | [ 19 ] |
| 31-ша (1959) | «Вівчар»                                    | історія: Джеймс Едвард Грант; сценарій: Вільям Бауерс, Джеймс Едвард Грант                        | [ 19 ] |
| 31-ша (1959) | «Улюбленець вчительки»                      | Фей Канін, Майкл Канін                                                                            | [ 19 ] |

### 1960-ті
| Церемонія    | Фільм                              | Номінанти | Дж     |
| ------------ | ---------------------------------- | --- | ------ |
| 32-га (1960) | «Розмова в ліжку»                  | ★ історія: Рассел Раус, Кларенс Грін; сценарій: Стенлі Шапіро, Моріс Річлін                                                                                     | [ 20 ] |
| 32-га (1960) | «Чотириста ударів»                 | Франсуа Трюффо, Марсель Муссі | [ 20 ] |
| 32-га (1960) | «На північ через північний захід»  | Ернест Леман | [ 20 ] |
| 32-га (1960) | «Операція „Спідниця“»              | історія: Пол Кінг, Джозеф Стоун; сценарій: Стенлі Шапіро, Моріс Річлін                                                                                          | [ 20 ] |
| 32-га (1960) | «Сунична галявина»                 | Інгмар Бергман | [ 20 ] |
| 33-тя (1961) | «Квартира»                         | ★ Біллі Вайлдер, І. А. Л. Даймонд | [ 21 ] |
| 33-тя (1961) | «Гнівна тиша»                      | історія: Річард Ґреґсон, Майкл Крейґ; сценарій Брайан Форбс | [ 21 ] |
| 33-тя (1961) | «Факти життя»                      | Норман Панама, Мелвін Франк | [ 21 ] |
| 33-тя (1961) | «Хіросіма, моє кохання»            | Маргеріт Дюрас | [ 21 ] |
| 33-тя (1961) | «Ніколи в неділю»                  | Жуль Дассен | [ 21 ] |
| 34-та (1962) | «Пишність в траві»                 | ★ Вільям Індж | [ 22 ] |
| 34-та (1962) | «Балада про солдата»               | Валентин Йошов, Григорій Чухрай | [ 22 ] |
| 34-та (1962) | «Генерал Делла Ровере»             | Серджіо Амідей, Дієго Фаббрі, Індро Монтанеллі | [ 22 ] |
| 34-та (1962) | «Солодке життя»                    | Федеріко Фелліні, Тулліо Пінеллі, Енніо Флаяно, Брунелло Ронді                                                                                                  | [ 22 ] |
| 34-та (1962) | «Коханий, повернись                | Стенлі Шапіро, Пол Хеннінг | [ 22 ] |
| 35-та (1963) | «Розлучення по-італійськи»         | ★ Енніо де Кончіні, П'єтро Джермі, Альфредо Джіаннетті | [ 23 ] |
| 35-та (1963) | «Фройд»                            | історія: Чарльз Кауфман; сценарій: Чарльз Кауфман, Вольфганг Райнгардт                                                                                          | [ 23 ] |
| 35-та (1963) | «В минулому році в Марієнбаді»     | Ален Роб-Ґріє | [ 23 ] |
| 35-та (1963) | «Цей дотик норки»                  | Стенлі Шапіро, Нейт Монастер | [ 23 ] |
| 35-та (1963) | «Крізь темне скло»                 | Інгмар Бергман | [ 23 ] |
| 36-та (1964) | «Як підкорили Захід»               | ★ Джеймс Вебб | [ 24 ] |
| 36-та (1964) | «Америка Америка»                  | Еліа Казан | [ 24 ] |
| 36-та (1964) | «Вісім з половиною»                | Федеріко Фелліні, Енніо Флаяно, Тулліо Пінеллі, Брунелло Ронді                                                                                                  | [ 24 ] |
| 36-та (1964) | «Чотири дні Неаполя»               | історія: Паскуале Феста Кампаніле, Массімо Франчоза, Нанні Лой, Васко Пратоліні; сценарій: Карло Бернарі, Паскуале Феста Кампаніле, Массімо Франчоза, Нанні Лой | [ 24 ] |
| 36-та (1964) | «Кохання з правильним незнайомцем» | Арнольд Шульман | [ 24 ] |
| 37-ма (1965) | «Батько Гусак»                     | ★ історія: С. Г. Барнетт; сценарій: Пітер Стоун, Френк Тарлофф                                                                                                  | [ 25 ] |
| 37-ма (1965) | «Вечір важкого дня»                | Алун Оуен | [ 25 ] |
| 37-ма (1965) | «Одна картоплина, дві картоплини»  | історія: Орвілл Гемптон; сценарій: Рафаель Хейс, Орвілл Гемптон                                                                                                 | [ 25 ] |
| 37-ма (1965) | «Організатор»                      | Ейдж, Скарпеллі, Маріо Монічеллі | [ 25 ] |
| 37-ма (1965) | «Людина з Ріо»                     | Жан-Поль Раппно, Аріан Мнушкін, Данієль Буланже, Філіпп де Брока                                                                                                | [ 25 ] |
| 38-ма (1966) | «Дорога»                           | ★ Фредерік Рафаель | [ 26 ] |
| 38-ма (1966) | «Казанова '70»                     | Ейдж, Скарпеллі, Маріо Монічеллі, Тоніно Гуерра, Джорджо Сальвіоні, Сузо Чеккі д'Аміко                                                                          | [ 26 ] |
| 38-ма (1966) | «Повітряні пригоди»                | Джек Девіс, Кен Аннакін | [ 26 ] |
| 38-ма (1966) | «Поїзд»                            | Франклін Коен, Френк Девіс | [ 26 ] |
| 38-ма (1966) | «Шербурзькі парасольки»            | Жак Демі | [ 26 ] |
| 39-та (1967) | «Чоловік і жінка»                  | ★ Клод Лелуш, П'єр Утерховен | [ 27 ] |
| 39-та (1967) | «Фотозбільшення»                   | історія: Мікеланджело Антоніоні; сценарій: Мікеланджело Антоніоні, Тоніно Гуерра, Едвард Бонд                                                                   | [ 27 ] |
| 39-та (1967) | «Печиво з передбаченням»           | Біллі Вайлдер, І. А. Л. Даймонд | [ 27 ] |
| 39-та (1967) | «Хартум»                           | Роберт Ардрі | [ 27 ] |
| 39-та (1967) | «Оголена здобич»                   | Клінт Джонстон, Дон Пітерс | [ 27 ] |
| 40-ва (1968) | «Вгадай, хто прийде на вечерю»     | ★ Вільям Роуз | [ 28 ] |
| 40-ва (1968) | «Бонні і Клайд»                    | Девід Ньюман, Роберт Бентон | [ 28 ] |
| 40-ва (1968) | «Розлучення по-американськи»       | історія: Роберт Кауфман; сценарій: Норман Лір | [ 28 ] |
| 40-ва (1968) | «Війна скінчилася»                 | Хорхе Семпрун | [ 28 ] |
| 40-ва (1968) | «Двоє в дорогу»                    | Фредерік Рафаель | [ 28 ] |
| 41-ша (1969) | «Продюсери»                        | ★ Мел Брукс | [ 29 ] |
| 41-ша (1969) | «Битва за Алжир»                   | Франко Солінас, Джилло Понтекорво | [ 29 ] |
| 41-ша (1969) | «Обличчя»                          | Джон Кассаветіс | [ 29 ] |
| 41-ша (1969) | «Гарячі мільйони»                  | Айра Валлах, Пітер Устінов | [ 29 ] |
| 41-ша (1969) | «Космічна одіссея 2001 року»       | Стенлі Кубрик, Артур Кларк | [ 29 ] |

### 1970-ті
| Церемонія    | Фільм                                                  | Номінанти                                                                                   | Дж     |
| ------------ | ------------------------------------------------------ | ------------------------------------------------------------------------------------------- | ------ |
| 42-га (1970) | «Буч Кессіді і Санденс Кід»                            | ★ Вільям Ґолдман                                                                            | [ 30 ] |
| 42-га (1970) | «Боб і Керол, Тед і Аліса»                             | Пол Мазурський, Ларрі Такер                                                                 | [ 30 ] |
| 42-га (1970) | «Загибель богів»                                       | історія: Нікола Бадалуччі; сценарій: Нікола Бадалуччі, Енріко Медіолі, Лукіно Вісконті      | [ 30 ] |
| 42-га (1970) | «Безтурботний наїзник»                                 | Пітер Фонда, Денніс Гоппер, Террі Саузерн                                                   | [ 30 ] |
| 42-га (1970) | «Дика банда»                                           | історія: Валон Ґрін, Рой Сікнер; сценарій: Валон Ґрін, Сем Пекінп                           | [ 30 ] |
| 43-тя (1971) | «Паттон»                                               | ★ Френсіс Форд Коппола, Едмунд Норт                                                         | [ 31 ] |
| 43-тя (1971) | «П'ять легких п'єс»                                    | історія: Боб Рафельсон, Едріен Джойс; сценарій: Едріен Джойс                                | [ 31 ] |
| 43-тя (1971) | «Джо»                                                  | Норман Векслер                                                                              | [ 31 ] |
| 43-тя (1971) | «Історія кохання»                                      | Ерік Сігал                                                                                  | [ 31 ] |
| 43-тя (1971) | «Моя ніч у Мод»                                        | Ерік Ромер                                                                                  | [ 31 ] |
| 44-та (1972) | «Лікарня»                                              | ★ Педді Чаєфські                                                                            | [ 32 ] |
| 44-та (1972) | «Слідство у справі громадянина поза всякими підозрами» | Еліо Петрі, Уго Пірро                                                                       | [ 32 ] |
| 44-та (1972) | «Клют»                                                 | Енді Льюїс, Дейв Льюїс                                                                      | [ 32 ] |
| 44-та (1972) | «Літо 42-го»                                           | Герман Раухер                                                                               | [ 32 ] |
| 44-та (1972) | «Неділя, проклята неділя»                              | Пенелопа Ґіліатт                                                                            | [ 32 ] |
| 45-та (1973) | «Кандидат»                                             | ★ Джеремі Ларнер                                                                            | [ 33 ] |
| 45-та (1973) | «Скромна привабливість буржуазії»                      | історія та сценарій: Луїс Бунюель, Жан-Клод Карр'єр                                         | [ 33 ] |
| 45-та (1973) | «Леді співає блюз»                                     | Теренс Макклой, Кріс Кларк, Сюзанна де Пассе                                                | [ 33 ] |
| 45-та (1973) | «Шум в серці»                                          | Луї Маль                                                                                    | [ 33 ] |
| 45-та (1973) | «Молодий Вінстон»                                      | Карл Форман                                                                                 | [ 33 ] |
| 46-та (1974) | «Афера»                                                | ★ Девід Ворд                                                                                | [ 34 ] |
| 46-та (1974) | «Американські графіті»                                 | Джордж Лукас, Глорія Кац, Віллард Г'юїк                                                     | [ 34 ] |
| 46-та (1974) | «Шепіт і крик»                                         | Інгмар Бергман                                                                              | [ 34 ] |
| 46-та (1974) | «Врятувати тигра»                                      | Стів Шейган                                                                                 | [ 34 ] |
| 46-та (1974) | «Дотик класу»                                          | Мелвін Франк, Джек Роуз                                                                     | [ 34 ] |
| 47-ма (1975) | «Китайський квартал»                                   | ★ Роберт Таун                                                                               | [ 35 ] |
| 47-ма (1975) | «Аліса тут більше не живе»                             | Роберт Гетчелл                                                                              | [ 35 ] |
| 47-ма (1975) | «Розмова»                                              | Френсіс Форд Коппола                                                                        | [ 35 ] |
| 47-ма (1975) | «День за ніч»                                          | Франсуа Трюффо, Жан-Луї Рішар, Сюзанна Шиффман                                              | [ 35 ] |
| 47-ма (1975) | «Гаррі і Тонто»                                        | Пол Мазурський, Джош Грінфельд                                                              | [ 35 ] |
| 48-ма (1976) | «Собачий полудень»                                     | ★ Френк Пірсон                                                                              | [ 36 ] |
| 48-ма (1976) | «Амаркорд»                                             | Федеріко Фелліні, Тоніно Гуерра                                                             | [ 36 ] |
| 48-ма (1976) | «А тепер моя любов»                                    | Клод Лелуш, П'єр Уйтерхувен                                                                 | [ 36 ] |
| 48-ма (1976) | «Брехня, яку мені сказав батько»                       | Тед Аллан                                                                                   | [ 36 ] |
| 48-ма (1976) | «Шампунь»                                              | Роберт Таун, Воррен Бітті                                                                   | [ 36 ] |
| 49-та (1977) | «Мережа»                                               | ★ Педді Чаєфські                                                                            | [ 37 ] |
| 49-та (1977) | «Кузен, кузина»                                        | історія та сценарій: Жан-Шарль Таккелла; адаптація: Даніель Томпсон                         | [ 37 ] |
| 49-та (1977) | «Фронт»                                                | Волтер Бернстайн                                                                            | [ 37 ] |
| 49-та (1977) | «Роккі»                                                | Сильвестр Сталлоне                                                                          | [ 37 ] |
| 49-та (1977) | «Сім красунь»                                          | Ліна Вертмюллер                                                                             | [ 37 ] |
| 50-та (1978) | «Енні Голл»                                            | ★ Вуді Аллен, Маршалл Брікман                                                               | [ 38 ] |
| 50-та (1978) | «Дівчина на прощання»                                  | Ніл Саймон                                                                                  | [ 38 ] |
| 50-та (1978) | «Останне шоу»                                          | Роберт Бентон                                                                               | [ 38 ] |
| 50-та (1978) | «Зоряні війни: Нова надія»                             | Джордж Лукас                                                                                | [ 38 ] |
| 50-та (1978) | «Переломний момент»                                    | Артур Лоранс                                                                                | [ 38 ] |
| 51-ша (1979) | «Повернення додому»                                    | ★ історія: Ненсі Дауд; сценарій: Волдо Солт, Роберт Джонс                                   | [ 39 ] |
| 51-ша (1979) | «Осіння соната»                                        | Інгмар Бергман                                                                              | [ 39 ] |
| 51-ша (1979) | «Мисливець на оленів»                                  | історія: Майкл Чіміно, Дерік Вошбьорн, Луї Гарфінкл, Квін Редекер; сценарій: Дерік Вошбьорн | [ 39 ] |
| 51-ша (1979) | «Інтер'єри»                                            | Вуді Аллен                                                                                  | [ 39 ] |
| 51-ша (1979) | «Незаміжня жінка»                                      | Павло Мазурський                                                                            | [ 39 ] |

### 1980-ті
| Церемонія    | Фільм                           | Номінанти | Дж     |
| ------------ | ------------------------------- | --- | ------ |
| 52-га (1980) | «Втеча»                         | ★ Стів Тешич | [ 40 ] |
| 52-га (1980) | «Весь цей джаз»                 | Роберт Алан Оуртур, Боб Фосс | [ 40 ] |
| 52-га (1980) | «Правосуддя для всіх»           | Валері Кертін, Баррі Левінсон | [ 40 ] |
| 52-га (1980) | «Китайський синдром»            | Майк Грей, Т. С. Кук, Джеймс Бріджес                                                                                             | [ 40 ] |
| 52-га (1980) | «Мангеттен»                     | Вуді Аллен, Маршалл Брікман | [ 40 ] |
| 53-тя (1981) | «Мелвін і Говард»               | ★ Бо Голдман | [ 41 ] |
| 53-тя (1981) | «Брубейкер»                     | сценарій: В. Д. Ріхтер; історія: В. Д. Ріхтер, Артур Росс                                                                        | [ 41 ] |
| 53-тя (1981) | «Слава»                         | Крістофер Гор | [ 41 ] |
| 53-тя (1981) | «Мій американський дядечко»     | Жан Ґруо | [ 41 ] |
| 53-тя (1981) | «Рядовий Бенджамін»             | Ненсі Меєрс, Чарльз Шаєр, Гарві Міллер                                                                                           | [ 41 ] |
| 54-та (1982) | «Вогняні колісниці»             | ★ Колін Велланд | [ 42 ] |
| 54-та (1982) | «Без лихого наміру»             | Курт Людтке | [ 42 ] |
| 54-та (1982) | «Артур»                         | Стів Гордон | [ 42 ] |
| 54-та (1982) | «Атлантик-Сіті»                 | Джон Гуаре | [ 42 ] |
| 54-та (1982) | «Червоні»                       | Воррен Бітті, Тревор Гріффітс | [ 42 ] |
| 55-та (1983) | «Ганді»                         | ★ Джон Брайлі | [ 43 ] |
| 55-та (1983) | «Закусочна»                     | Баррі Левінсон | [ 43 ] |
| 55-та (1983) | «Іншопланетянин]»               | Мелісса Метисон | [ 43 ] |
| 55-та (1983) | «Офіцер і джентльмен»           | Дуглас Дей Стюарт | [ 43 ] |
| 55-та (1983) | «Тутсі»                         | сценарій: Ларрі Гелбарт, Мюррей Шісґал; історія: Дон Макґуайр, Ларрі Гелбарт                                                     | [ 43 ] |
| 56-та (1984) | «Ніжне милосердя»               | ★ Хортон Фут | [ 44 ] |
| 56-та (1984) | «Велике розчарування»           | Лоуренс Кездан, Барбара Бенедек                                                                                                  | [ 44 ] |
| 56-та (1984) | «Фанні та Александр»            | Інгмар Бергман | [ 44 ] |
| 56-та (1984) | «Сілквуд»                       | Нора Ефрон, Еліс Арлен | [ 44 ] |
| 56-та (1984) | «Воєнні ігри»                   | Лоуренс Ласкер, Волтер Ф. Паркс                                                                                                  | [ 44 ] |
| 57-ма (1985) | «Місця в серці»                 | ★ Роберт Бентон | [ 45 ] |
| 57-ма (1985) | «Поліцейський із Беверлі-Гіллз» | сценарій: Деніел Петрі-молодший; історія: Данил Бах, Деніел Петрі-молодший                                                       | [ 45 ] |
| 57-ма (1985) | «Бродвей Денні Роуз»            | Вуді Аллен | [ 45 ] |
| 57-ма (1985) | «Ель Норте»                     | Грегорі Нава, Анна Томас | [ 45 ] |
| 57-ма (1985) | «Сплеск»                        | сценарій: Лоуелл Ґанц, Бабалу Мандель, Брюс Джей Фрідман; кіноісторія: Брюс Джей Фрідман; за мотивами оповідання Браяна Ґрейзера | [ 45 ] |
| 58-ма (1986) | «Свідок»                        | ★ сценарій: Ерл Воллес, Вільям Келлі; історія: Вільям Келлі, Памелп Воллес, Ерл Воллес                                           | [ 46 ] |
| 58-ма (1986) | «Назад у майбутнє»              | Роберт Земекіс, Боб Ґейл | [ 46 ] |
| 58-ма (1986) | «Бразилія»                      | Террі Ґілліам, Том Стоппард, Чарльз Маккеон                                                                                      | [ 46 ] |
| 58-ма (1986) | «Офіційна версія»               | Луїс Пуенсо, Аїда Бортнік | [ 46 ] |
| 58-ма (1986) | «Пурпурова троянда Каїра»       | Вуді Аллен | [ 46 ] |
| 59-та (1987) | «Ганна та її сестри»            | ★ Вуді Аллен | [ 47 ] |
| 59-та (1987) | «„Крокодил” Данді»              | сценарій: Пол Гоґан, Кен Шейді, Джон Корнелл; історія: Пол Хоган                                                                 | [ 47 ] |
| 59-та (1987) | «Моя прекрасна пральня»         | Ханіф Курейші | [ 47 ] |
| 59-та (1987) | «Взвод»                         | Олівер Стоун | [ 47 ] |
| 59-та (1987) | «Сальвадор»                     | Олівер Стоун, Річард Бойл | [ 47 ] |
| 60-та (1988) | «Вражений місяцем»              | ★ Джон Патрік Шенлі | [ 48 ] |
| 60-та (1988) | «До побачення, діти»            | Луї Маль | [ 48 ] |
| 60-та (1988) | «Теленовини»                    | Джеймс Л. Брукс | [ 48 ] |
| 60-та (1988) | «Надія і слава»                 | Джон Бурман | [ 48 ] |
| 60-та (1988) | «Дні радіо»                     | Вуді Аллен | [ 48 ] |
| 61-ша (1989) | «Людина дощу»                   | ★ сценарій: Рональд Басс, Баррі Морроу; історія: Баррі Морроу                                                                    | [ 49 ] |
| 61-ша (1989) | «Великий»                       | Гері Росс, Енн Спілберг | [ 49 ] |
| 61-ша (1989) | «Даргемський бик»               | Рон Шелтон | [ 49 ] |
| 61-ша (1989) | «Рибка на ім'я Ванда»           | сценарій: Джон Кліз; історія: Джон Кліз, Чарльз Крічтон                                                                          | [ 49 ] |
| 61-ша (1989) | «Біг по порожньому»             | Наомі Фонер | [ 49 ] |

### 1990-ті
| Церемонія    | Фільм                      | Номінанти                                                                                  | Дж     |
| ------------ | -------------------------- | ------------------------------------------------------------------------------------------ | ------ |
| 62-га (1990) | «Спілка мертвих поетів»    | ★ Том Шульман                                                                              | [ 50 ] |
| 62-га (1990) | «Злочини та проступки»     | Вуді Аллен                                                                                 | [ 50 ] |
| 62-га (1990) | «Чини правильно»           | Спайк Лі                                                                                   | [ 50 ] |
| 62-га (1990) | «Секс, брехня і відео»     | Стівен Содерберг                                                                           | [ 50 ] |
| 62-га (1990) | «Коли Гаррі зустрів Саллі» | Нора Ефрон                                                                                 | [ 50 ] |
| 63-тя (1991) | «Привид»                   | ★ Брюс Джоел Рубін                                                                         | [ 51 ] |
| 63-тя (1991) | «Еліс»                     | Вуді Аллен                                                                                 | [ 51 ] |
| 63-тя (1991) | «Авалон»                   | Баррі Левінсон                                                                             | [ 51 ] |
| 63-тя (1991) | «Зелена картка»            | Пітер Вір                                                                                  | [ 51 ] |
| 63-тя (1991) | «Метрополітен»             | Віт Стіллман                                                                               | [ 51 ] |
| 64-та (1992) | «Тельма і Луїза»           | ★ Келлі Хурі                                                                               | [ 52 ] |
| 64-та (1992) | «Хлопці з вулиці»          | Джон Сінглтон                                                                              | [ 52 ] |
| 64-та (1992) | «Багсі»                    | Джеймс Тобак                                                                               | [ 52 ] |
| 64-та (1992) | «Король-рибалка»           | Річард ЛаГравенезе                                                                         | [ 52 ] |
| 64-та (1992) | «Великий каньйон»          | Лоуренс Кездан, Мег Касдан                                                                 | [ 52 ] |
| 65-та (1993) | «Гра у плач»               | ★ Ніл Джордан                                                                              | [ 53 ] |
| 65-та (1993) | «Чоловіки та дружини»      | Вуді Аллен                                                                                 | [ 53 ] |
| 65-та (1993) | «Нафта Лоренцо»            | Джордж Міллер, Нік Енрайт                                                                  | [ 53 ] |
| 65-та (1993) | «Риба пристрасті»          | Джон Сейлз                                                                                 | [ 53 ] |
| 65-та (1993) | «Непрощенний»              | Девід Вебб Піплз                                                                           | [ 53 ] |
| 66-та (1994) | «Фортепіано»               | ★ Джейн Кемпіон                                                                            | [ 54 ] |
| 66-та (1994) | «Несплячі в Сієтлі»        | Нора Ефрон, Девід С. Уорд, Джефф Арч                                                       | [ 54 ] |
| 66-та (1994) | «Філадельфія»              | Рон Нісвенер                                                                               | [ 54 ] |
| 66-та (1994) | «Дейв»                     | Гарі Росс                                                                                  | [ 54 ] |
| 66-та (1994) | «На лінії вогню»           | Джефф Магуайр                                                                              | [ 54 ] |
| 67-ма (1995) | «Кримінальне чтиво»        | ★ сценарій: Квентін Тарантіно; оповідання Квентін Тарантіно, Роджер Евері                  | [ 55 ] |
| 67-ма (1995) | «Небесні створіння»        | Пітер Джексон, Френ Волш                                                                   | [ 55 ] |
| 67-ма (1995) | «Три кольори: Червоний»    | Кшиштоф Кесльовський, Кшиштоф Песевич                                                      | [ 55 ] |
| 67-ма (1995) | «Чотири весілля і похорон» | Річард Кертіс                                                                              | [ 55 ] |
| 67-ма (1995) | «Кулі над Бродвеєм»        | Вуді Аллен, Дуглас МакГрат                                                                 | [ 55 ] |
| 68-ма (1996) | «Звичайні підозрювані»     | ★ Крістофер Маккворрі                                                                      | [ 56 ] |
| 68-ма (1996) | «Історія іграшок»          | Джосс Відон, Ендрю Стентон, Джоел Коен, Алек Соколов, Джон Лассетер, Піт Доктер, Джо Ранфт | [ 56 ] |
| 68-ма (1996) | «Ніксон»                   | Олівер Стоун, Крістофер Вілкінсон, Стівен Дж. Рівел                                        | [ 56 ] |
| 68-ма (1996) | «Хоробре серце»            | Рендалл Воллес                                                                             | [ 56 ] |
| 68-ма (1996) | «Могутня Афродіта»         | Вуді Аллен                                                                                 | [ 56 ] |
| 69-та (1997) | «Фарґо»                    | ★ Брати Коен                                                                               | [ 57 ] |
| 69-та (1997) | «Блиск»                    | Ян Сарді, Скотт Хікс                                                                       | [ 57 ] |
| 69-та (1997) | «Джеррі Магуайер»          | Кемерон Кроу                                                                               | [ 57 ] |
| 69-та (1997) | «Таємниці і брехня»        | Майк Лі                                                                                    | [ 57 ] |
| 69-та (1997) | «Самотня зірка»            | Джон Сейлз                                                                                 | [ 57 ] |
| 70-та (1998) | «Розумник Вілл Гантінґ»    | ★ Метт Деймон, Бен Аффлек                                                                  | [ 58 ] |
| 70-та (1998) | «Краще не буває»           | Марк Андрусь, Джеймс Брукс                                                                 | [ 58 ] |
| 70-та (1998) | «Ночі в стилі бугі»        | Пол Томас Андерсон                                                                         | [ 58 ] |
| 70-та (1998) | «Чоловічий стриптиз»       | Саймон Бофой                                                                               | [ 58 ] |
| 70-та (1998) | «Розбираючи Гаррі»         | Вуді Аллен                                                                                 | [ 58 ] |
| 71-ша (1999) | «Закоханий Шекспір»        | ★ Марк Норман, Том Стоппард                                                                | [ 59 ] |
| 71-ша (1999) | «Врятувати рядового Раяна» | Роберт Родат                                                                               | [ 59 ] |
| 71-ша (1999) | «Життя прекрасне»          | Вінченцо Черамі, Роберто Беніньї                                                           | [ 59 ] |
| 71-ша (1999) | «Шоу Трумена»              | Ендрю Нікол                                                                                | [ 59 ] |
| 71-ша (1999) | «Булворт»                  | Воррен Бітті, Джеремі Піксер                                                               | [ 59 ] |

### 2000-ні
| Церемонія    | Фільм                         | Номінанти                                    | Дж     |
| ------------ | ----------------------------- | -------------------------------------------- | ------ |
| 72-га (2000) | «Краса по-американськи»       | ★ Алан Болл                                  | [ 60 ] |
| 72-га (2000) | «Бути Джоном Малковичем»      | Чарлі Кауфман                                | [ 60 ] |
| 72-га (2000) | «Магнолія»                    | Пол Томас Андерсон                           | [ 60 ] |
| 72-га (2000) | «Шосте почуття»               | М. Найт Ш'ямалан                             | [ 60 ] |
| 72-га (2000) | «Гармидер»                    | Майк Лі                                      | [ 60 ] |
| 73-тя (2001) | «Майже знамениті»             | ★ Кемерон Кроу                               | [ 61 ] |
| 73-тя (2001) | «Біллі Елліот»                | Лі Голл                                      | [ 61 ] |
| 73-тя (2001) | «Ерін Брокович»               | Сюзанна Грант                                | [ 61 ] |
| 73-тя (2001) | «Гладіатор»                   | Девід Францоні, Джон Логан, Вільям Ніколсон  | [ 61 ] |
| 73-тя (2001) | «Можеш розраховувати на мене» | Кеннет Лонерган                              | [ 61 ] |
| 74-та (2002) | «Госфорд-парк»                | ★ Джуліан Феллоуз                            | [ 62 ] |
| 74-та (2002) | «Амелі»                       | Гійом Лоран, Жан-П'єр Жене                   | [ 62 ] |
| 74-та (2002) | «Пам'ятай»                    | Крістофер Нолан, Джонатан Нолан              | [ 62 ] |
| 74-та (2002) | «Бал монстрів»                | Майло Аддіка, Вілл Рокос                     | [ 62 ] |
| 74-та (2002) | «Родина Тененбаумів»          | Вес Андерсон, Овен Вілсон                    | [ 62 ] |
| 75-та (2003) | «Поговори з нею»              | ★ Педро Альмодовар                           | [ 63 ] |
| 75-та (2003) | «Далеко від раю»              | Тодд Гейнс                                   | [ 63 ] |
| 75-та (2003) | «Банди Нью-Йорка»             | Стівен Заіллян, Кеннет Лонерган, Джей Кокс   | [ 63 ] |
| 75-та (2003) | «Моє велике грецьке весілля»  | Ніа Вардалос                                 | [ 63 ] |
| 75-та (2003) | «І твою маму теж»             | Альфонсо Куарон, Карлос Куарон               | [ 63 ] |
| 76-та (2004) | «Труднощі перекладу»          | ★ Софія Коппола                              | [ 64 ] |
| 76-та (2004) | «Навали варварів»             | Дені Аркан                                   | [ 64 ] |
| 76-та (2004) | «Брудні принади»              | Стівен Найт                                  | [ 64 ] |
| 76-та (2004) | «У пошуках Немо»              | Ендрю Стентон, Боб Пітерсон, Девід Рейнольдс | [ 64 ] |
| 76-та (2004) | «В Америці»                   | Джим Шерідан, Наомі Шерідан, Кірстен Шерідан | [ 64 ] |
| 77-ма (2005) | «Вічне сяйво чистого розуму»  | ★ Чарлі Кауфман, Мішель Гондрі і П'єр Бісмут | [ 65 ] |
| 77-ма (2005) | «Авіатор»                     | Джон Логан                                   | [ 65 ] |
| 77-ма (2005) | «Готель «Руанда»»             | Кейр Пірсон та Террі Джордж                  | [ 65 ] |
| 77-ма (2005) | «Суперсімейка»                | Бред Берд                                    | [ 65 ] |
| 77-ма (2005) | «Віра Дрейк»                  | Майк Лі                                      | [ 65 ] |
| 78-ма (2006) | «Зіткнення»                   | ★ Пол Гаґґіс, Роберт Мореско                 | [ 66 ] |
| 78-ма (2006) | «Добраніч і хай вам щастить»  | Джордж Клуні, Грант Геслов                   | [ 66 ] |
| 78-ма (2006) | «Матч-пойнт»                  | Вуді Аллен                                   | [ 66 ] |
| 78-ма (2006) | «Кальмар та кит»              | Ной Баумбах                                  | [ 66 ] |
| 78-ма (2006) | «Сіріана»                     | Стівен Гаан                                  | [ 66 ] |
| 79-та (2007) | «Маленька міс Щастя»          | ★ Майкл Арндт                                | [ 67 ] |
| 79-та (2007) | «Вавилон»                     | Гільєрмо Арріага                             | [ 67 ] |
| 79-та (2007) | «Листи з Іодзіми»             | Ірис Йамашита, Пол Гаггіс                    | [ 67 ] |
| 79-та (2007) | «Лабіринт Фавна»              | Гільєрмо дель Торо                           | [ 67 ] |
| 79-та (2007) | «Королева»                    | Пітер Морган                                 | [ 67 ] |
| 80-та (2008) | «Джуно»                       | ★ Діабло Коді                                | [ 68 ] |
| 80-та (2008) | «Ларс та справжня дівчина»    | Ненсі Олівер                                 | [ 68 ] |
| 80-та (2008) | «Майкл Клейтон»               | Тоні Гілрой                                  | [ 68 ] |
| 80-та (2008) | «Рататуй»                     | Бред Берд, Ян Пінкава, Джим Капоб'янко       | [ 68 ] |
| 80-та (2008) | «Дикуни»                      | Тамара Дженкінс                              | [ 68 ] |
| 81-ша (2009) | «Гарві Мілк»                  | ★ Дастін Ленс Блек                           | [ 69 ] |
| 81-ша (2009) | «ВОЛЛ·І»                      | Ендрю Стентон, Джим Рирдон, Піт Доктер       | [ 69 ] |
| 81-ша (2009) | «Безтурботна»                 | Майк Лі                                      | [ 69 ] |
| 81-ша (2009) | «Замерзла річка»              | Кортні Гант                                  | [ 69 ] |
| 81-ша (2009) | «Залягти на дно в Брюгге»     | Мартін Макдонах                              | [ 69 ] |

### 2010-ті
| Церемонія    | Фільм                                     | Номінанти                                                                                    | Дж     |
| ------------ | ----------------------------------------- | -------------------------------------------------------------------------------------------- | ------ |
| 82-га (2010) | «Володар Бурі»                            | ★ Марк Боал                                                                                  | [ 70 ] |
| 82-га (2010) | «Вперед і вгору»                          | Боб Пітерсон, Томас МакКарті та Піт Доктер                                                   | [ 70 ] |
| 82-га (2010) | «Безславні виродки»                       | Квентін Тарантіно                                                                            | [ 70 ] |
| 82-га (2010) | «Посланник»                               | Алессандро Камон та Орен Моверман                                                            | [ 70 ] |
| 82-га (2010) | «Серйозна людина»                         | Брати Коен                                                                                   | [ 70 ] |
| 83-та (2011) | «Король говорить»                         | ★ Девід Сейдлер                                                                              | [ 71 ] |
| 83-та (2011) | «Боєць»                                   | Скот Сілвер, Пол Темесі, Ерік Джонсон                                                        | [ 71 ] |
| 83-та (2011) | «Початок»                                 | Крістофер Нолан                                                                              | [ 71 ] |
| 83-та (2011) | «Діти в порядку»                          | Ліза Холоденко, Стюарт Блумберг                                                              | [ 71 ] |
| 83-та (2011) | «Ще один рік»                             | Майк Лі                                                                                      | [ 71 ] |
| 84-та (2012) | «Опівночі в Парижі»                       | ★ Вуді Аллен                                                                                 | [ 72 ] |
| 84-та (2012) | «Артист»                                  | Мішель Азанавічус                                                                            | [ 72 ] |
| 84-та (2012) | «Подружки нареченої»                      | Крістен Уіг, Енні Мумоло                                                                     | [ 72 ] |
| 84-та (2012) | «На межі ризику»                          | Джей Сі Чандор                                                                               | [ 72 ] |
| 84-та (2012) | «Надер і Симін: Розлучення»               | Асгар Фаргаді                                                                                | [ 72 ] |
| 85-та (2013) | «Джанґо вільний»                          | ★ Квентін Тарантіно                                                                          | [ 73 ] |
| 85-та (2013) | «Любов»                                   | Міхаель Ганеке                                                                               | [ 73 ] |
| 85-та (2013) | «Рейс»                                    | Джон Гейтінс                                                                                 | [ 73 ] |
| 85-та (2013) | «Королівство повного місяця»              | Вес Андерсон і Роман Коппола                                                                 | [ 73 ] |
| 85-та (2013) | «Ціль номер один»                         | Марк Боал                                                                                    | [ 73 ] |
| 86-та (2014) | «Вона»                                    | ★ Спайк Джонз                                                                                | [ 74 ] |
| 86-та (2014) | «Американська афера»                      | Ерік Воррен Сінгер, Девід Расселл                                                            | [ 74 ] |
| 86-та (2014) | «Жасмин»                                  | Вуді Аллен                                                                                   | [ 74 ] |
| 86-та (2014) | «Далласький клуб покупців»                | Крейг Бортен, Меліса Воллек                                                                  | [ 74 ] |
| 86-та (2014) | «Небраска»                                | Боб Нельсон                                                                                  | [ 74 ] |
| 87-ма (2015) | «Бердмен»                                 | ★ Алехандро Гонсалес Іньярріту, Ніколас Джиакобоне, Олександр Динеларіс молодший, Армандо Бо | [ 75 ] |
| 87-ма (2015) | «Готель „Ґранд Будапешт“»                 | Вес Андерсон, Г'юго Гіннесс                                                                  | [ 75 ] |
| 87-ма (2015) | «Мисливець на лисиць»                     | Е. Макс Фрай, Ден Футтерман                                                                  | [ 75 ] |
| 87-ма (2015) | «Стерв'ятник»                             | Ден Ґілрой                                                                                   | [ 75 ] |
| 87-ма (2015) | «Юність»                                  | Річард Лінклейтер                                                                            | [ 75 ] |
| 88-ма (2016) | «У центрі уваги»                          | ★ Том Мак-Карті, Джош Сінгер                                                                 | [ 76 ] |
| 88-ма (2016) | «Міст шпигунів»                           | Метт Чарман, Ітан Коен, Джоел Коен                                                           | [ 76 ] |
| 88-ма (2016) | «Ex Machina»                              | Алекс Ґарленд                                                                                | [ 76 ] |
| 88-ма (2016) | «Думками навиворіт»                       | Піт Доктер, Мег Лефов, Джош Кулі                                                             | [ 76 ] |
| 88-ма (2016) | «Просто із Комптона»                      | Джонатан Герман, Андреа Берлофф                                                              | [ 76 ] |
| 89-та (2017) | «Манчестер біля моря»                     | ★ Кеннет Лонерган                                                                            | [ 77 ] |
| 89-та (2017) | «Лобстер»                                 | Йоргос Лантімос, Ефтиміс Філіппоу                                                            | [ 77 ] |
| 89-та (2017) | «Жінки 20-го століття»                    | Майк Міллс                                                                                   | [ 77 ] |
| 89-та (2017) | «Ла-Ла Ленд»                              | Демієн Шазелл                                                                                | [ 77 ] |
| 89-та (2017) | «Будь-якою ціною»                         | Тейлор Шерідан                                                                               | [ 77 ] |
| 90-та (2018) | «Пастка»                                  | ★ Джордан Піл                                                                                | [ 78 ] |
| 90-та (2018) | «Кохання — хвороба»                       | Емілі В. Гордон, Кумейл Нанджиані                                                            | [ 78 ] |
| 90-та (2018) | «Три білборди за межами Еббінга, Міссурі» | Мартін Макдона                                                                               | [ 78 ] |
| 90-та (2018) | «Леді-Птаха»                              | Грета Гервіг                                                                                 | [ 78 ] |
| 90-та (2018) | «Форма води»                              | Гільєрмо дель Торо, Ванесса Тейлор                                                           | [ 78 ] |
| 91-ша (2019) | «Зелена книга»                            | ★ Пітер Фарреллі, Нік Валлелонга, Браян Гейєс Каррі                                          | [ 79 ] |
| 91-ша (2019) | «Фаворитка»                               | Дебора Девіс, Тоні Макнамара                                                                 | [ 79 ] |
| 91-ша (2019) | «Рома»                                    | Альфонсо Куарон                                                                              | [ 79 ] |
| 91-ша (2019) | «Влада»                                   | Адам Мак-Кей                                                                                 | [ 79 ] |
| 91-ша (2019) | «Перша реформаторська церква»             | Пол Шредер                                                                                   | [ 79 ] |

### 2020-ті
| Церемонія    | Фільм                      | Номінанти                               | Дж     |
| ------------ | -------------------------- | --------------------------------------- | ------ |
| 92-га (2020) | «Паразити»                 | ★ Пон Джун Хо, Хан Джин-Вон             | [ 80 ] |
| 92-га (2020) | «Ножі наголо»              | Раян Джонсон                            | [ 80 ] |
| 92-га (2020) | «Шлюбна історія»           | Ной Баумбах                             | [ 80 ] |
| 92-га (2020) | «1917»                     | Сем Мендес, Крісті Вілсон-Кернс         | [ 80 ] |
| 92-га (2020) | «Одного разу в… Голлівуді» | Квентін Тарантіно                       | [ 80 ] |
| 93-тя (2021) | «Перспективна дівчина»     | ★ Еміралд Фіннелл                       | [ 81 ] |
| 93-тя (2021) | «Мінарі»                   | Лі Айзек Чан                            | [ 81 ] |
| 93-тя (2021) | «Іуда і чорний месія»      | Вілл Берсон, Шака Кінг                  | [ 81 ] |
| 93-тя (2021) | «Звук металу»              | Даріус Мардер, Абрагам Мардер           | [ 81 ] |
| 93-тя (2021) | «Суд над чиказькою сімкою» | Аарон Соркін                            | [ 81 ] |
| 94-та (2022) | «Белфаст»                  | ★ Кеннет Брана                          | [ 82 ] |
| 94-та (2022) | «Король Річард»            | Зак Бейлін                              | [ 82 ] |
| 94-та (2022) | «Лакрична піца»            | Пол Томас Андерсон                      | [ 82 ] |
| 94-та (2022) | «Не дивіться вгору»        | Адам Мак-Кей                            | [ 82 ] |
| 94-та (2022) | «Найгірша людина на світі» | Ескіл Фогт, Йоакім Трієр                | [ 82 ] |
| 95-та (2023) | «Все завжди і водночас»    | ★ Ден Кван і Деніел Шайнерт             | [ 83 ] |
| 95-та (2023) | «Банші Інішерина»          | Мартін Мак-Дона                         | [ 83 ] |
| 95-та (2023) | «Тар»                      | Тодд Філд                               | [ 83 ] |
| 95-та (2023) | «Фабельмани»               | Стівен Спілберг, Тоні Кушнер            | [ 83 ] |
| 95-та (2023) | «Трикутник смутку»         | Рубен Естлунд                           | [ 83 ] |
| 96-та (2024) | «Анатомія падіння»         | ★ Артур Арарі, Жустін Тріє              | [ 84 ] |
| 96-та (2024) | «Залишені»                 | Девід Гемінґсон                         | [ 84 ] |
| 96-та (2024) | «Маестро»                  | Бредлі Купер, Джош Сінгер               | [ 84 ] |
| 96-та (2024) | «Травень, грудень»         | Семмі Берч                              | [ 84 ] |
| 96-та (2024) | «Минулі життя»             | Селін Сонг                              | [ 84 ] |
| 97-ма (2025) | «Анора»                    | ★ Шон Бейкер                            | [ 85 ] |
| 97-ма (2025) | «Бруталіст»                | Бреді Корбет, Мона Фаствольд            | [ 85 ] |
| 97-ма (2025) | «Справжній біль»           | Джессі Айзенберг                        | [ 85 ] |
| 97-ма (2025) | «Субстанція»               | Коралі Фаржа                            | [ 85 ] |
| 97-ма (2025) | «5 вересня»                | Моріц Біндер, Тім Фельбаум, Алекс Давид | [ 85 ] |